# Doppelaugen-Alge
Die Doppelaugen-Alge (Cosmarium bioculatum) ist eine Süßwasseralge aus der Gruppe der Zieralgen (Desmidiales).

## Merkmale
Diese einzelligen Algen sind winzig, sie messen nur 15 bis 21 Mikrometer. Die Einzelzelle ist tief eingeschnitten, die beiden dadurch entstehenden Halbzellen sind elliptisch geformt. Die Zellwand ist farblos und zart. Die Chloroplasten enthalten je ein Pyrenoid.

## Vorkommen
Cosmarium bioculatum kommt weltweit im Plankton der Binnengewässer, aber auch in Moosrasen vor.

## Belege
- Heinz Streble, Dieter Krauter: Das Leben im Wassertropfen. Mikroflora und Mikrofauna des Süßwasser. Ein Bestimmungsbuch. Franckh-Kosmos Verlag, Stuttgart 2008, ISBN 978-3-440-11966-2